# The Lure of the Circus
The Lure of the Circus er en amerikansk stumfilm fra 1918 af J. P. McGowan.

## Medvirkende
- Eddie Polo - Eddie Somers
- Eileen Sedgwick - Alicia Page
- Molly Malone - Nan Harden
- Harry Carter - Edward Lawrence
- Noble Johnson - Silent Andy